# Le Perrier
Le Perrier é uma comuna francesa na região administrativa da Pays de la Loire, no departamento de Vendéia. Estende-se por uma área de 33,22 km². Em 2010 a comuna tinha 2 076 habitantes (densidade: 62,5 hab./km²).